# Xiphopteris apoensis
Xiphopteris apoensis är en stensöteväxtart som först beskrevs av Edwin Bingham Copeland, och fick sitt nu gällande namn av Edwin Bingham Copeland. Xiphopteris apoensis ingår i släktet Xiphopteris och familjen Polypodiaceae. Inga underarter finns listade.